# Cantone di Montbron
Il Cantone di Montbron era una divisione amministrativa dell'arrondissement di Angoulême.
A seguito della riforma approvata con decreto del 20 febbraio 2014, che ha avuto attuazione dopo le elezioni dipartimentali del 2015, è stato soppresso.

## Composizione
Comprendeva i comuni di:
- Charras
- Écuras
- Eymouthiers
- Feuillade
- Grassac
- Mainzac
- Marthon
- Montbron
- Orgedeuil
- Rouzède
- Saint-Germain-de-Montbron
- Saint-Sornin
- Souffrignac
- Vouthon